# Myrica gale
Myrica gale là một loài thực vật có hoa thuộc chi Myrica, bản địa bắc và tây châu Âu cũng như mạn bắc Bắc Mỹ. Đây là một cây bụi rụng lá cao chừng 1–2 m. Lá đơn, mọc hình xoắn ốc, dài 2–5 cm. Bông hình đuôi sóc, với đông đực và cái mọc khác cây. Trái cây dạng hạch.
Loài này hay mọc trong những bãi lầy, và để chịu được điều kiện sinh trưởng nghèo nitơ, rễ cây có xạ khuẩn cố định đạm giúp cây kiếm được lượng nitơ cần thiết.